# Airvault
Airvault és un municipi francès situat al departament de Deux-Sèvres i a la regió de la Nova Aquitània. L'any 2007 tenia 3.118 habitants.

## Demografia

### Població
El 2007 la població de fet d'Airvault era de 3.118 persones. Hi havia 1.392 famílies de les quals 481 eren unipersonals (222 homes vivint sols i 259 dones vivint soles), 482 parelles sense fills, 341 parelles amb fills i 88 famílies monoparentals amb fills.
La població ha evolucionat segons el següent gràfic:
Habitants censats

### Habitatges
El 2007 hi havia 1.615 habitatges, 1.413 eren l'habitatge principal de la família, 77 eren segones residències i 124 estaven desocupats. 1.461 eren cases i 146 eren apartaments. Dels 1.413 habitatges principals, 914 estaven ocupats pels seus propietaris, 476 estaven llogats i ocupats pels llogaters i 23 estaven cedits a títol gratuït; 14 tenien una cambra, 101 en tenien dues, 261 en tenien tres, 414 en tenien quatre i 622 en tenien cinc o més. 1.039 habitatges disposaven pel capbaix d'una plaça de pàrquing. A 645 habitatges hi havia un automòbil i a 568 n'hi havia dos o més.

### Piràmide de població
La piràmide de població per edats i sexe el 2009 era:
| Homes | Edats   | Dones |
| ----- | ------- | ----- |
| 4     | 95 o +  | 8     |
| 8     | 90 a 94 | 44    |
| 28    | 85 a 89 | 48    |
| 28    | 80 a 84 | 68    |
| 64    | 75 a 79 | 100   |
| 60    | 70 a 74 | 76    |
| 80    | 65 a 69 | 80    |
| 80    | 60 a 64 | 56    |
| 96    | 55 a 59 | 68    |
| 112   | 50 a 54 | 132   |
| 96    | 45 a 49 | 112   |
| 120   | 40 a 44 | 76    |
| 144   | 35 a 39 | 120   |
| 76    | 30 a 34 | 76    |
| 128   | 25 a 29 | 100   |
| 68    | 20 a 24 | 52    |
| 120   | 15 a 19 | 84    |
| 100   | 10 a 14 | 92    |
| 112   | 5 a 9   | 60    |
| 60    | 0 a 4   | 48    |

## Economia
El 2007 la població en edat de treballar era de 1.911 persones, 1.395 eren actives i 516 eren inactives. De les 1.395 persones actives 1.271 estaven ocupades (715 homes i 556 dones) i 123 estaven aturades (44 homes i 79 dones). De les 516 persones inactives 201 estaven jubilades, 129 estaven estudiant i 186 estaven classificades com a «altres inactius».

### Ingressos
El 2009 a Airvault hi havia 1.387 unitats fiscals que integraven 3.030 persones, la mediana anual d'ingressos fiscals per persona era de 16.397 €.

### Activitats econòmiques
Dels 172 establiments que hi havia el 2007, 2 eren d'empreses extractives, 4 d'empreses alimentàries, 3 d'empreses de fabricació de material elèctric, 2 d'empreses de fabricació d'elements pel transport, 15 d'empreses de fabricació d'altres productes industrials, 17 d'empreses de construcció, 38 d'empreses de comerç i reparació d'automòbils, 11 d'empreses de transport, 6 d'empreses d'hostatgeria i restauració, 9 d'empreses financeres, 8 d'empreses immobiliàries, 21 d'empreses de serveis, 24 d'entitats de l'administració pública i 12 d'empreses classificades com a «altres activitats de serveis».
Dels 42 establiments de servei als particulars que hi havia el 2009, 1 era una oficina d'administració d'Hisenda pública, 1 gendarmeria, 1 oficina de correu, 3 oficines bancàries, 1 funerària, 6 tallers de reparació d'automòbils i de material agrícola, 1 taller d'inspecció tècnica de vehicles, 2 autoescoles, 1 paleta, 2 guixaires pintors, 3 fusteries, 2 lampisteries, 3 electricistes, 5 perruqueries, 2 veterinaris, 1 agència de treball temporal, 1 restaurant, 2 agències immobiliàries, 1 tintoreria i 3 salons de bellesa.
Dels 18 establiments comercials que hi havia el 2009, 1 era un supermercat, 2 grans superfícies de material de bricolatge, 1 una botiga de menys de 120 m², 3 fleques, 2 carnisseries, 2 llibreries, 1 una botiga de roba, 2 drogueries, 1 una joieria i 3 floristeries.
L'any 2000 a Airvault hi havia 58 explotacions agrícoles que ocupaven un total de 3.686 hectàrees.

## Equipaments sanitaris i escolars
El 2009 hi havia 1 farmàcia i 1 ambulància.
El 2009 hi havia 1 escola maternal i 2 escoles elementals. Airvault disposava de 2 col·legis d'educació secundària amb 300 alumnes.

## Poblacions més properes
El següent diagrama mostra les poblacions més properes.